# Lijst van beelden in Uithoorn
Dit is een (onvolledige) chronologische lijst van beelden in Uithoorn. Onder een beeld wordt hier verstaan elk driedimensionaal kunstwerk in de openbare ruimte van de Nederlandse gemeente Uithoorn, waarbij beeld wordt gebruikt als verzamelbegrip voor sculpturen, standbeelden, installaties, gedenktekens en overige beeldhouwwerken.
Voor een volledig overzicht van de beschikbare afbeeldingen zie: Beelden in Uithoorn op Wikimedia Commons.

## Uithoorn
| Geplaatst             | Omschrijving                            | Kunstenaar                              | Straat                              | Plaats    | Materiaal | Afbeelding                                      |
| --------------------- | --------------------------------------- | --------------------------------------- | ----------------------------------- | --------- | --------- | ----------------------------------------------- |
| 1948?                 | De barmhartige Samaritaan               | Piet Peters                             | Marktplein                          | Uithoorn  | keramiek  |                                                 |
| 1950                  | Gevelsteen Uithoorn                     | René van Seumeren                       | Adm.de Ruyterln / Adm. Tromplaan    | Uithoorn  |           |                                                 |
| ca. 1950              | De Heilige Familie                      | Marie-José van der Lee                  | St. Jozeflaan                       | De Kwakel | keramiek  |                                                 |
| 1964                  | Vechtende hanen                         | Eric Claus                              | Admiraal De Ruyterlaan              | Uithoorn  |           |                                                 |
| 1964                  | Speerwerper                             | Arthur Spronken                         | Den Uyllaan 4 (school)              | Uithoorn  |           |                                                 |
| 1964 (1987)           | Het Gezin                               | Cor Hund                                | Laan van Meerwijk / Korte Boterdijk | Uithoorn  |           | Uithoorn - Het gezin door Cor Hund              |
| 1965                  | Meisje met de hanen                     | Jorien Rooijmans-de Kruyff van Dorssen  | Kuyperlaan 50 (school)              | Uithoorn  |           |                                                 |
| 1968                  | Vechtende kalkoenen                     | Theo Mulder                             | Herman Gorterhof 1                  | Uithoorn  |           |                                                 |
| 1968                  | Tamboer                                 | Gooitzen de Jong                        | Kerklaan (Dorpshuis)                | De Kwakel |           |                                                 |
| 1971                  | Vrouwenfiguur 'De baadster' (ontvreemd) | Emanuel Hack                            | Wiegerbruinlaan                     | Uithoorn  |           |                                                 |
| 1976 (1980)           | Aarde en Water II                       | Nic Jonk                                | Prinses Irenelaan / Oranjelaan      | Uithoorn  |           |                                                 |
| 1981                  | De Kaashandelaren                       | Kees Verkade                            | Marktplein                          | Uithoorn  |           |                                                 |
| 1983 (1987)           | Zeeleeuwen                              | Henny van Grol                          | Gerberalaan / Anjerlaan             | De Kwakel |           |                                                 |
| 1985                  | Trekschuit getrokken door drie paarden  | Jelle Kramer                            | Willem-Alexanderpoort               | Uithoorn  |           |                                                 |
| 1987                  | Neferfer                                | Caius Spronken                          | Dreeslaan                           | Uithoorn  |           |                                                 |
| 1987                  | Koningin Wilhelmina                     | Charlotte van Pallandt                  | Prins Hendriklaan / Emmalaan        | Uithoorn  |           | Koningin Wilhelmina door Charlotte van Pallandt |
| 1987                  | Eendengroep                             | Tineke Nusink                           | Zijdelwaardplein (ingang)           | Uithoorn  |           |                                                 |
| 1990                  | Olifant                                 | Ella van de Ven                         | Eendracht 8 (school)                | Uithoorn  |           |                                                 |
| 1992                  | Vissen                                  | Theresia van der Pant                   | Amstelplein                         | Uithoorn  |           |                                                 |
| 1992                  | Zittende vrouw                          | Karin Beek                              | Orchideelaan                        | De Kwakel |           |                                                 |
| 1993                  | Waternimf                               | Lia van Vugt                            | Laan van Meerwijk                   | Uithoorn  |           |                                                 |
| 1996                  | Fauteuil                                | Jorien Rooijmans-de Kruyff van Dorssen  | Wilhelminakade                      | Uithoorn  |           |                                                 |
| 1997                  | In Balans                               | Rob Cerneüs                             | Korte Polderweg                     | Uithoorn  |           |                                                 |
| 1998                  | De Waterlelie                           | Birgit Stigter                          | In het water bij In het Rond        | Uithoorn  |           |                                                 |
| 2001                  | Kunstwerk Rabobank ('De Hulk')          | Atelier Van Lieshout                    | Sportlaan 10 (bank)                 | Uithoorn  |           |                                                 |
|                       | Moeder en kind                          | Ek van Zanten                           | Den Uyllaan 4 (school)              | Uithoorn  |           |                                                 |
|                       | Saidjah en Adinda                       | Cor Hund                                | Prinses Christinalaan 120           | Uithoorn  |           | Saidjah en Adinda (Multatuli) door Cor Hund     |
|                       | Olifantengroep                          |                                         | Willem Klooslaan                    | Uithoorn  |           |                                                 |
| 2005                  | De Roode Vos                            | Gerard van Hulzen                       | Schoolstraat                        | Uithoorn  |           |                                                 |
|                       | Staalplastieken                         | Josje Regout                            | Hoek Watsonweg / Kon. Maximalaan    | Uithoorn  |           |                                                 |
| 1979? Verwijderd 2025 | Pionnen                                 | Pieter Kortekaas                        | Amstelplein                         | Uithoorn  |           |                                                 |
| 2017                  | 'Samen verder'                          | Jonneke Kodde                           | Alfons Ariënslaan                   | Uithoorn  |           |                                                 |
|                       | Quo Vadis (1991)                        | Corien van de Ven                       | Heijermanslaan                      | Uithoorn  |           |                                                 |
| 2022                  | De Ontmoeting                           | Lolke van der Bij en Marianne van Dedem | Op de Klucht / Aan de Kant          | Uithoorn  |           |                                                 |
| ca. 2023              | De Liefdesboom                          | Franz Bodner                            | Zijdelweg                           | Uithoorn  |           |                                                 |